# Angela Constance

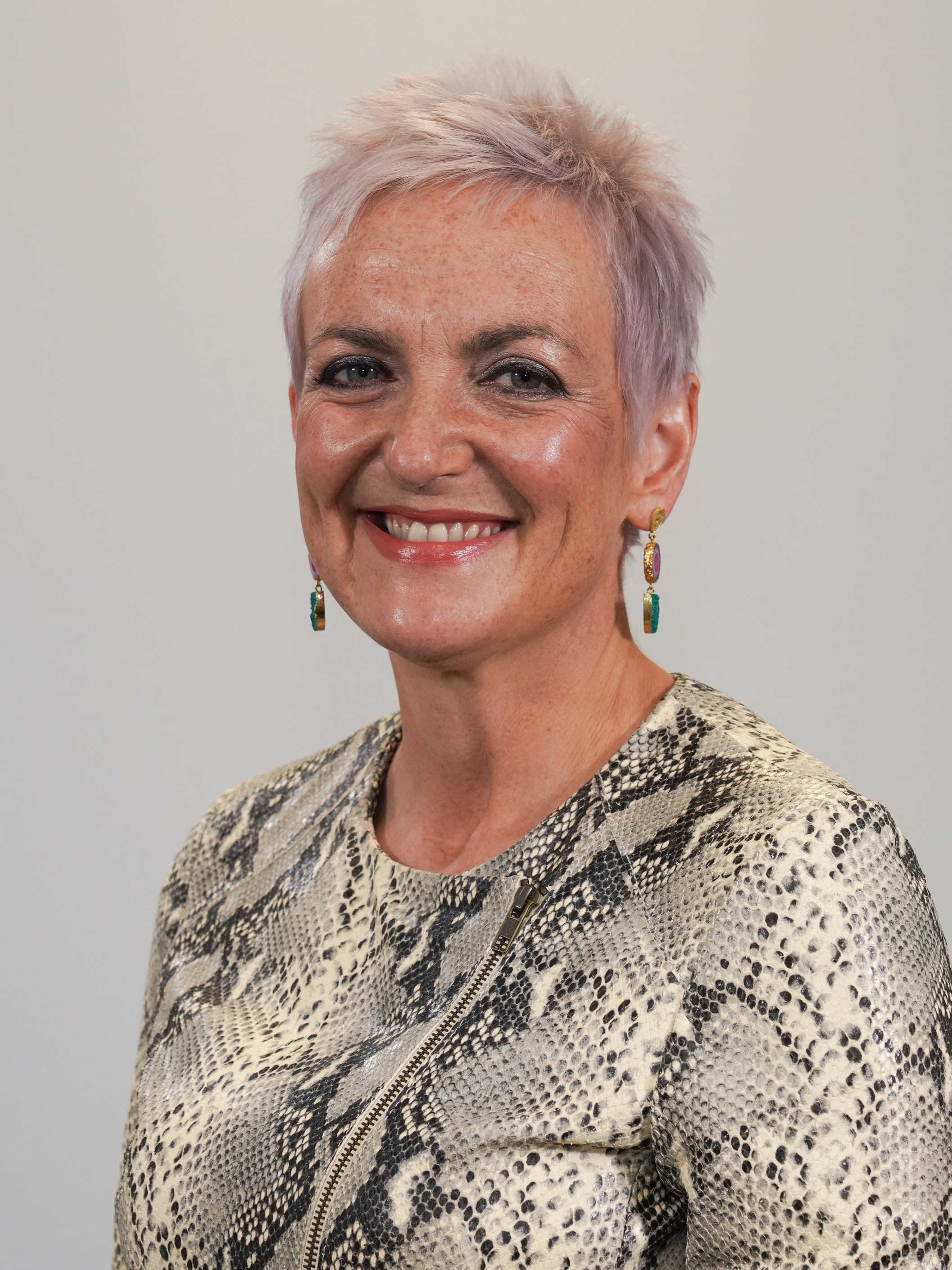
Angela Constance

Angela Constance (* 15. Juli 1970 in Blackburn) ist eine schottische Politikerin und Mitglied der Scottish National Party (SNP).

## Leben
Constance besuchte die High School in West Calder und die Bo’ness Academy, bevor sie sich 1988 an der University of Glasgow einschrieb. Anschließend arbeitete sie wenige Jahre im Finanzsektor und bildete sich dann am West Lothian College und der University of Stirling fort. Im Anschluss arbeitete Constance als Sozialarbeiterin zunächst für die Council Areas Clackmannanshire und Perth and Kinross und schließlich für das State Hospital. Zwischen 1997 und 2007 war sie Ratsmitglied der Council Area West Lothian. Constance ist Mutter eines Sohnes.

## Politischer Werdegang
Bei den Schottischen Parlamentswahlen 2007 trat sie erstmals als Direktkandidatin im Wahlkreis Livingston an und gewann die Abstimmung vor ihrem Kontrahenten Bristow Muldoon von der Labour Party, der seit 1999 den Wahlkreis im Schottischen Parlament vertrat.
2007 gewann Constance das Direktmandat im Wahlkreis Livingston und zog erstmals in das Schottische Parlament ein. Im Rahmen der Revision der Wahlkreise im Jahre 2011 wurde dieser Wahlkreis abgeschafft und ging großteils in dem neu eingerichteten Wahlkreis Almond Valley auf. Auch in diesem Wahlkreis erlangte Constance bei den Parlamentswahlen 2011 das Direktmandat. Constance ist Ministerin für Kinder und Jugendliche.